# Marius Šavelskis
Marius Šavelskis (30. lipnja 1994. - ) je litavski atletičar specijaliziran za brzo hodanje. Predstavljao je Litvu na Svjetskom prvenstvu u atletici 2015. u Pekingu, gdje je postavio svoj osobni rekord i plasirao na Olimpijske igre u Rio de Janeiru 2016. godine.